# Sericopimpla shiva
Sericopimpla shiva là một loài tò vò trong họ Ichneumonidae.